# Kościół św. Marii Magdaleny w Radzimowie Górnym
Kościół św. Marii Magdaleny w Radzimowie Górnym – rzymskokatolicki kościół filialny zlokalizowany w Radzimowie Górnym w województwie dolnośląskim, w powiecie zgorzeleckim. Funkcjonuje przy nim parafia św. Marii Magdaleny.

## Historia
Kościół we wsi wzmiankowano w 1346. Został on przebudowany w 1528. Obecna świątynia o cechach klasycystycznych (lub barokowych) wzniesiona została (jako ewangelicka) w latach 1803-1806 w pobliżu starej (zburzonej w 1803). Była remontowana na początku XX wieku. Uniknęła zniszczeń II wojny światowej. 25 stycznia 1966 wpisano ją do rejestru zabytków pod numerem 499.
11 czerwca 1837 w wieżę świątyni uderzył piorun zabijając na miejscu trzynastoletnią dziewczynkę i ogłuszając trzynaście osób

## Architektura
Kościół wzniesiono na planie prostokąta ze ściętymi narożami. Jest salowy, z pięcioprzęsłową nawą i smukłą wieżą na planie kwadratu, która przybudowana jest do korpusu nawowego na jego osi. Górna część wieży przechodzi w ośmiobok zwieńczony hełmem z prześwitem. Wewnątrz zawieszone są trzy dzwony. Obiekt pokryto dachem dwuspadowym. Wnętrze otaczają z trzech stron drewniane empory o dwóch kondygnacjach. Wyposażenie wnętrza (ołtarz, ambona, chrzcielnica, organy) jest oryginalne, klasycystyczne. Zachowały się dwa manierystyczne kamienne nagrobki kobiece pochodzące z XVII wieku.

## Galeria

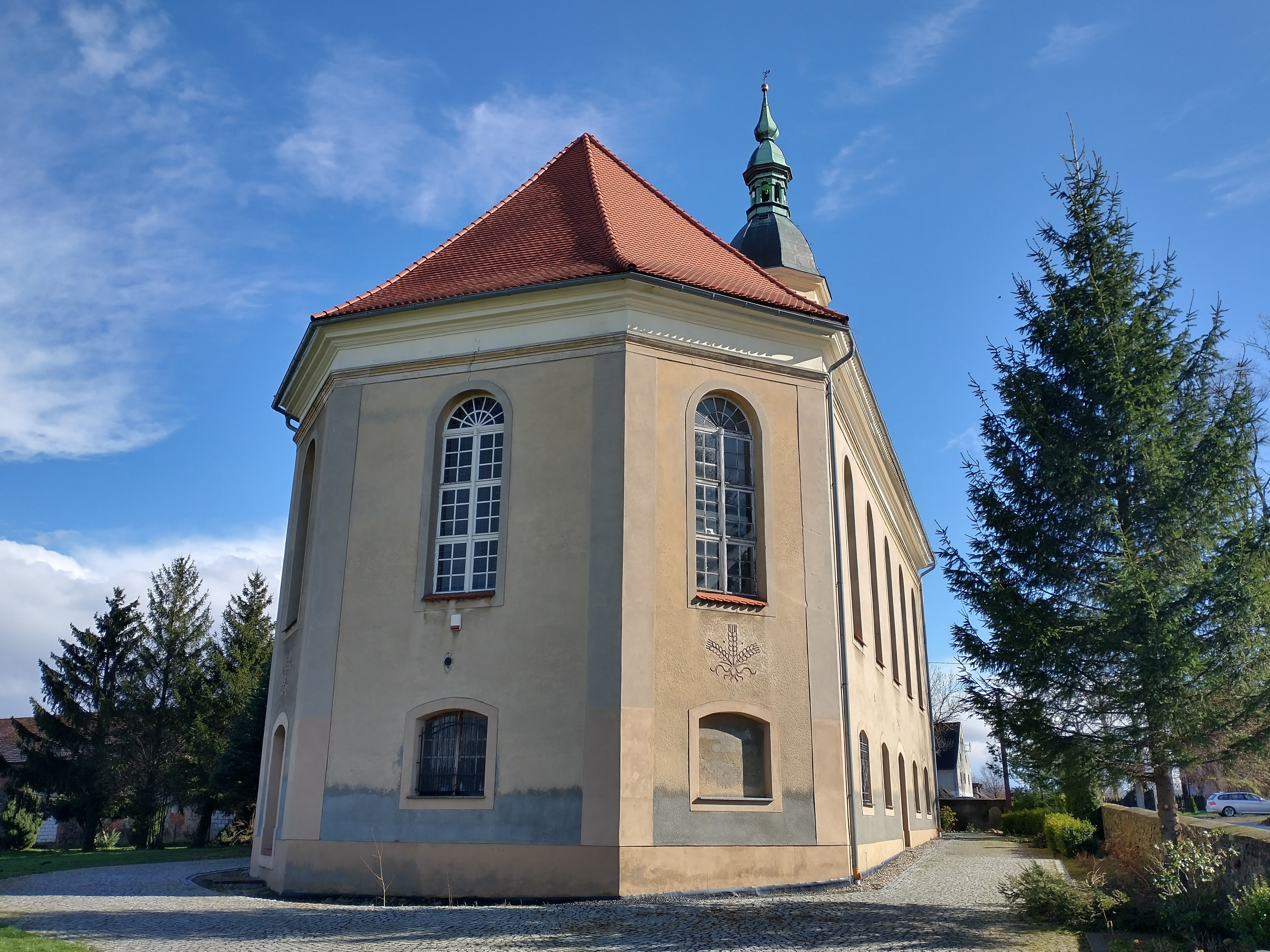
Widok od prezbiterium
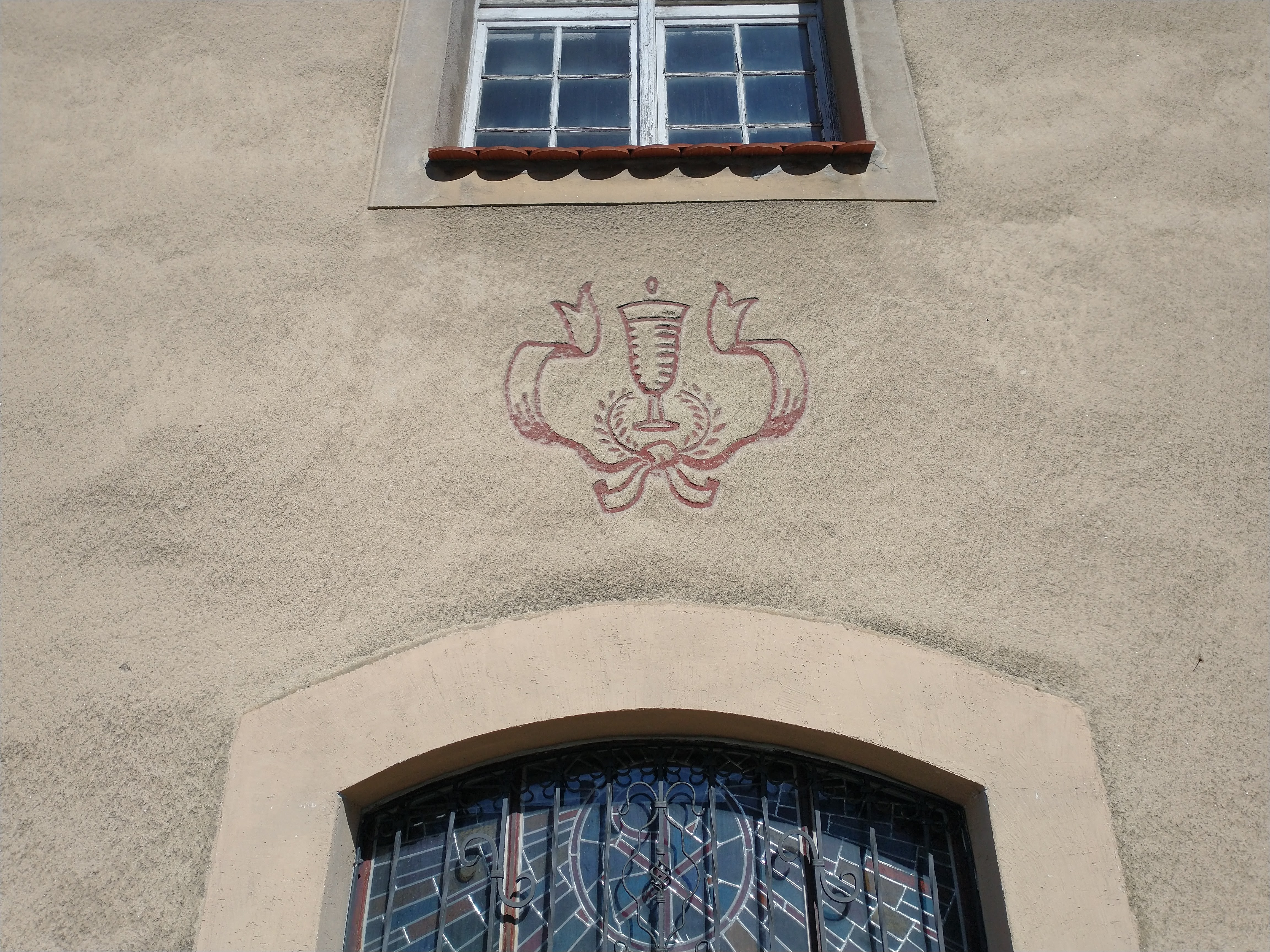
Detal fasady